# Веприцька сільська рада (Бобровицький район)
Ве́прицька сільська́ ра́да — адміністративно-територіальна одиниця та орган місцевого самоврядування в Бобровицькому районі Чернігівської області. Адміністративний центр — село Веприк.

## Загальні відомості
- Територія ради: 4,353 км²
- Населення ради: 681 особа (станом на 2001 рік)
- Територією ради протікає річка Вепра

## Населені пункти
Сільській раді були підпорядковані населені пункти:
- с. Веприк

## Склад ради
Рада складалася з 12 депутатів та голови.
- Голова ради: Мурадова Ольга Василівна
- Секретар ради: Левченко Ольга Михайлівна

### Керівний склад попередніх скликань
| Прізвище, ім'я, по батькові | Основні відомості                                                                       | Дата обрання | Дата звільнення |
| --------------------------- | --------------------------------------------------------------------------------------- | ------------ | --------------- |
| Мурадова Ольга Василівна    | Сільський голова, 1965 року народження, освіта середня спеціальна, член Народної партії | 26.03.2006   | 31.10.2010      |
| Мурадова Ольга Василівна    | Сільський голова, 1965 року народження, освіта середня спеціальна, член Партії регіонів | 31.10.2010   |                 |

Примітка: таблиця складена за даними сайту Верховної Ради України

### Депутати
За результатами місцевих виборів 2010 року депутатами ради стали:

#### За суб'єктами висування
| Суб'єкт висування            | Кількість обраних депутатів | %    |
| ---------------------------- | --------------------------- | ---- |
| Партія регіонів              | 9                           | 75   |
| Народна партія               | 2                           | 16,7 |
| Соціалістична партія України | 1                           | 8,3  |

#### За округами
| № округу                     | Прізвище, ім'я, по батькові   | Дата визнання обраним | Освіта  | Партійна приналежність | Відомості про обраного депутата                                    |
| ---------------------------- | ----------------------------- | --------------------- | ------- | ---------------------- | ------------------------------------------------------------------ |
| Народна Партія               |                               |                       |         |                        |                                                                    |
| 4                            | Горовий Анатолій Михайлович   | 01.11.2010            | вища    | член Народної партії   | Веприцький сільський будинок культури, директор                    |
| 5                            | Левченко Ольга Михайлівна     | 01.11.2010            | вища    | член Народної партії   | Веприцька сільська рада, бухгалтер                                 |
| Партія регіонів              |                               |                       |         |                        |                                                                    |
| 2                            | Нікитенко Наталія Василівна   | 01.11.2010            | середня | позапартійна           | фермерське господарство «Вікторія», завідувачка ферми              |
| 3                            | Найда Раїса Миколаївна        | 01.11.2010            | вища    | позапартійна           | Веприцька сільська бібліотека, завідувач                           |
| 6                            | Фепчук Наталія Андріївна      | 01.11.2010            | вища    | позапартійна           | Веприцька загальноосвітня школа І-ІІІ ст., вчитель                 |
| 7                            | Олійник Ганна Михайлівна      | 01.11.2010            | вища    | позапартійна           | Бобровицький територіальний центр, соціальний працівник            |
| 8                            | Стельмах Валентина Василівна  | 01.11.2010            | середня | позапартійна           | фермерське господарство «Вікторія», завідувач складом відділку № 3 |
| 9                            | Дуб Лариса Анатоліївна        | 01.11.2010            | вища    | позапартійна           | Веприцька загальноосвітня школа І-ІІІ ст., вчитель                 |
| 10                           | Горова Тамара Андріївна       | 01.11.2010            | вища    | позапартійна           | Веприцька загальноосвітня школа І-ІІІ ст., вчитель                 |
| 11                           | Дерій Парасковія Михайлівна   | 01.11.2010            | середня | позапартійна           | ПП «Семко О. В.», продавець                                        |
| 12                           | Кохановська Тетяна Михайлівна | 01.11.2010            | середня | член Партії регіонів   | фермерське господарство «Вікторія», ветлікар                       |
| Соціалістична партія України |                               |                       |         |                        |                                                                    |
| 1                            | Горова Лариса Олександрівна   | 01.11.2010            | вища    | позапартійна           | ПП «Семко Л. О.», продавець                                        |